# Годовський Володимир Михайлович
Володимир Михайлович Годо́вський (народ. 18 червня 1947, Вашківці, Чернівецька область, Українська РСР) — Заслужений діяч мистецтв України, кандидат педагогічних наук, професор,колишній завідувач кафедри хореографії РДГУ, почесний громадянин Рівного.

## Біографія
Народився 18 червня 1947 р. у м. Вашківці Чернівецької області. Освіта вища, закінчив Білоруське республіканське культосвітнє училище (м. Могильов) за спеціальністю «керівник танцювального колективу, хореограф» (1966 р.), Ленінградський інститут культури за спеціальністю «керівник театрального колективу, режисер» (1971 р.). У 1971—1972 рр. був солістом ансамблю пісні і танцю Прикарпатського військового округу (м. Львів). У 1972—1977 рр. працював художнім керівником народного ансамблю танцю «Водограй» (м. Чернівці) і викладачем Чернівецького культосвітнього училища. 1977—1979 рр. — художній керівник заслуженого ансамблю танцю України «Полісянка» у м. Рівне. 1979—1986 рр. — художній керівник Рівненського зразкового ансамблю пісні і танцю «Дружба». 1986—2001 рр. — художній керівник Рівненського зразкового ансамблю танцю «Ритм дитинства». Із 1986р обіймав посади викладача, старшого викладача, доцента; нині - професор кафедри хореографії Рівненського державного інституту культури (тепер Рівненський державний гуманітарний університет). 
Голова та учасник міжнародних й українських фестивалів та конкурсів. Неодноразовий керівник семінарів, майстер-класів для хореографів в Україні та за кордоном. Створив понад 70 хореографічних постановок, видав 5 посібників, велику кількість статей, методичних рекомендацій, збірників танців. Лауреат всесоюзних, українських та міжнародних фестивалів. 
Нагороджений Грамотою Міністерства культури України (1979 р.), здобув звання: відмінник освіти України (1983 р.), кандидат педагогічних наук (1990 р.), доцент (1993 р.), професор (1999 р.). Є завідувачем кафедри хореографії РДГУ (з 1999 р.). Заслужений діяч мистецтв України (2007).
2018 звільнився з посади зав.кафедри хореографії зі скандалом за домагання до студенток, та викладачок.

### Родина
Дружина — Грицюк Світлана Миколаївна. Має доньку Ларису, котра, як і батько, є хореографом. Онуки — Анна та Марія.

## Різне
У 2007 р. внесений до «Енциклопедії сучасної України». Вільно володіє білоруською, російською, англійською мовами. Захоплення: афоризми та анекдоти. Життєве кредо: «Дрібниць не буває». Девіз: «Прокинувся, вмився і пішов робити людям добро».